# Necmi Gençalp
Necmi Gençalp (ur. 1 stycznia 1960 w Yozgacie) – turecki zapaśnik. Srebrny medalista olimpijski z Seulu.
Walczył w stylu wolnym, w kategorii wagowej do 82 kg. Igrzyska w Seulu były jego jedynymi w karierze. Zdobył brązowy medal mistrzostw Europy z 1989. Złoty medal na igrzyskach śródziemnomorskich w 1987. Drugi w Pucharze Świata w 1990. Wicemistrz Igrzysk Bałkańskich w 1987 roku.